# Пуазёйль, Жан Леонар Мари
Жан-Леонар-Мари Пуазёйль (в русскоязычной научной литературе и устной речи часто Пуазе́йль, иногда Пуазёй (фр. J. L. Poiseuille); 22 апреля 1797, Париж — 26 декабря 1869, Париж) — французский врач и физик. В 1842 году стал членом Французской медицинской академии.
Пуазёйль занимался вопросами кровообращения и дыхания животных и людей. В 1828 году впервые применил для измерения артериального давления животных ртутный манометр. Исследование проблем кровообращения привело Пуазёйля к гидравлическим исследованиям. В 1840—1841 годах экспериментально установил закон истечения жидкости через тонкую цилиндрическую трубку, который впервые был сформулирован в 1839 году Готтхильфом Хагеном. Впоследствии данный тип ламинарного течения стал называться его именем.
Именем Пуазёйля названа также единица динамической вязкости (пуаз).